# Hans Cornelissen
	Johan Gerard Henry (Hans) Cornelissen (Amsterdam, 15 juli 1956) is een Nederlands theaterproducent en acteur.

## Biografie
Cornelissen werd geboren aan het Robert Kochplantsoen in de Amsterdamse Watergraafsmeer. Hij bleef het enig kind van zijn ouders Gerard en Connie Cornelissen. Op zijn vierde verhuisde het gezin naar Naarden. Vader kreeg daar een baan bij een Chemische Fabriek Naarden. Moeder was huisvrouw.
Net als zijn vader speelde hij fanatiek badminton en schopte het tot Nederlands jeugdkampioen herendubbel. Als tiener was Cornelissen gek op Don Quishocking. Op de middelbare school zat hij in een cabaretgroep. Ondanks behoorlijk experimenteren met drugs, lukte het Hans om zijn vwo-diploma te halen op het Goois Lyceum in Bussum. Hij wilde naar de kleinkunstacademie, maar bij de orientatiecursus kreeg hij te horen dat hij niet kon dansen. Daarop vertrok hij en wilde naar de toneelschool. Daar was hij echter te jong voor.
Hij liet het er niet bij zitten en solliciteerde als volontair bij het Amsteltoneel van Riny Blaaser. Acht weken later speelde hij aan de zijde van Riny de rol van Michel Bennett in Een Moordverhaal van Arthur Watkin.   Daarna speelde hij rollen in diverse toneelproducties voor onder andere Toneelgroep Globe, het Amsteltoneel en in vrije producties. 

## Zeg 'ns Aaa
Zijn bekendste televisierol kreeg Cornelissen in 1981. Van aflevering 1 tot aflevering 113 (eind seizoen zeven) speelde hij een hoofdrol in de populaire VARA-komedieserie Zeg 'ns Aaa. Na zeven jaar koos hij er voor om uit de serie geschreven te worden, omdat het karakter hem niet meer boeide en uitdaagde.
In de serie speelde hij Gert-Jan van der Ploeg, zoon van huisarts  Lydie van der Ploeg, die medicijnen studeert en uiteindelijk als arts naar Kenia vertrekt om zijn zus  Nancy te helpen die daar ontwikkelingswerk doet.
Over Zeg 'ns Aaa zegt Cornelissen in een interview in 2021: "De ene helft van Nederland vond het helemaal te gek, de andere helft vond er geen reet aan. Op het hoogtepunt keken er zeven miljoen mensen naar. Ik werd ineens herkend op straat, dat nam op een gegeven moment extreme vormen aan. Als ik in een vliegtuig stapte, werd ik ongevraagd geüpgraded."
In de theaterseizoenen 2003/2004 en 2007/2008 is Zeg 'ns Aaa als toneelstuk in het theater te zien. Cornelissen speelde mee én was de producent van de stukken.
Naar aanleiding van de theaterstukken is in 2009 een remake van de serie gemaakt. De serie werd uitgezonden op RTL_4. Een deel van de oude cast deed weer mee. Geert Jan van der Ploeg is inmiddels vader van een puber en heeft de praktijk van zijn moeder overgenomen.
Cornelissen speelde verder in verschillende series, zoals Spijkerhoek en Goede tijden, slechte tijden. Hij speelde mee in diverse speelfilms, was actief als stemacteur, spelcoach, regieassistent en werkte bij castingbureau Harry Klooster.
Over zijn acteertalent zegt hij in verschillende interviews dat hij "een goede middenmoter" was. "Ik had aanleg, maar er zijn acteurs met veel meer talent dan ik hoor."

## Theaterproducent
In 2001 gaat Cornelissen samenwerken met Ruud de Graaf, die een theaterimpresariaat heeft. De Graaf vraagt Cornelissen om The Dinner Party van Neil Simon te produceren en een rol in het stuk te spelen. Op dat moment ontstaat De Graaf & Cornelissen Entertainment. Cornelissen is artistiek directeur. De eerste jaren combineerde hij dat met het acteursvak, maar dat bleek moeilijk te combineren: "Daarbij was het ingewikkeld dat als collega-acteurs wat te klagen hadden (en acteurs hebben vaak wat te klagen, haha) dat meteen – boem – naar mij toekwam, terwijl ik zelf als acteur meespeelde."

## Privé
In het verleden huurde Hans een etage in het huis van actrice Kitty Courbois in Amsterdam Oud-Zuid. "We werden zielsverwanten. Die enorme bohémienkant van haar, dat trok me enorm. Ja, daar zaten ook schaduwkanten aan, Kitty zorgde niet altijd goed voor zichzelf. Ze was wild én gevoelig", aldus Cornelissen in de Volkskrant.
Hans Cornelissen is sinds 15 juli 2010 getrouwd met Tom Boudewijn. In weekblad Story zegt hij daarover: "Voor mij was het huwelijk een zakelijke aangelegenheid. In acht minuten was het geregeld en stonden we weer buiten. Ik kan Tom ook niet als mijn man voorstellen. Ik krijg het mijn bek niet uit. Ik denk toch dat ik daarin verpest ben door mijn generatie. Ik noem hem altijd mijn partner. Het slaat nergens op, het ligt echt aan mij."
Op 21 november 2021 werd hij benoemd tot Ridder in de orde van Oranje-Nassau.

## Filmografie
- De peetmoeder – Jean Pierre Mandera (1977)[7]
- De mantel der liefde (1978)
- Grijpstra en de Gier (1979)
- Lieve jongens (1980)
- Zeg 'ns Aaa – Gert Jan van der Ploeg (1981-1987, 1993)
- Moordspel – Bob van Dam (1987)
- Spijkerhoek – Rene van Leeuwen (1990)
- Medisch Centrum West – Jeroen Klaassen (1990)
- Goede tijden, slechte tijden – André Nieuwenhuys (1992)
- Oppassen!!! – Dennis Roelvink (1996) (Een kwestie van vertrouwen)
- Zonder Ernst – Peter (1994-1998)
- Baantjer – Ludo Petter (De Cock en de moord op internet (1999)
- De Boze Bevers – Benno (1997-2001)
- Zeg 'ns Aaa – Gert Jan van der Ploeg (2009-2010)
- K3 Bengeltjes – Manager K3 (2012)

## Gastrol
Cornelissen speelt in de film Who Am I? van Jackie Chan.